# ウンソ
ウンソ（韓国語：은서、本名：ソン・ジュヨン、韓国語：손주연、1998年5月27日 - ）は韓国のSTARSHIPエンターテインメントと中国のYUEHUAエンターテインメント所属の大韓民国の歌手、女優である。女性アイドルグループ『宇宙少女』のメンバー。

## 出演
主演作は太字。

### ドラマ
- ダルゴナ　(2020年) - ソン・ミナ役
- ジンクス（2021年、KakaoTV）- セギョン役[3]
- 君だけの町で、私達は　(2022年、KBS)

### バラエティ
- 本物の男300（2018年、MBC）[4][5]
- 偉大な運動場：SKYマッスル（2019年、JTBC）[6]
- アイドル芸兵隊キャンプ（2020年）[7]

### MC
- M COUNTDOWN（2019年、Mnet）- スペシャルMC[8]

### ラジオ
- 正午の希望曲、キム・シニョンです（2020年、MBC FM4U）[9]
- イ・ジュンのヤングストリート（2021年、SBSパワーFM）[10]

## 広報大使
- 陸軍（2019年）[11]

## 雑誌
- 「marie claire」2016年12月号[12]
- 「COSMOPOLITAN」2018年6月号[13]
- 「Singles」2019年9月号[14]
- 「COSMOPOLITAN」2019年10月号[15][16]